# امنود (تزوراخت)
امنود هو دُوَّار يقع بجماعة نكور، إقليم الحسيمة، جهة طنجة تطوان الحسيمة في المملكة المغربية. يقدر عدد سكانه بـ 3724 نسمة حسب الإحصاء الرسمي للسكان والسكنى لسنة 2004.

## روابط خارجية
- البوابة الوطنية للجماعات الترابية
- المندوبية السامية للتخطيط